# فویکن
فَویکن (سوئدی: Fäviken) رستورانی در بخش آووره استان یمتلاند سوئد بود که مابین سال‌های ۲۰۰۹ تا ۲۰۱۹ توسط سرآشپز سوئدی ماگنوس نیلسون اداره می‌شد. مواد اولیهٔ غذاهایی که در رستوران سرو می‌شد، با استثنائات معدودی، از زمین‌های کشاورزی و املاک اطراف رستوران می‌آمد که بالغ بر ۲۰٬۰۰۰ جریب فرنگی است. این رستوران در سال ۲۰۱۲ جزء ۵۰ رستوران برتر جهان بود و سازمان زِگَت در سال ۲۰۱۳ آن را در فهرست ۱۰ رستوران برتر جهان قرار داد. این رستوران در ۱۴ دسامبر ۲۰۱۹ بسته شد، زیرا نیلسون می‌خواست به پروژه‌های دیگری بپردازد.